# Гиновичи (Тернопольская область)
Гиновичи (укр. Гиновичі) — село в Бережанской городской общине Тернопольского района Тернопольской области Украины.
До 2020 года входило в Бережанский район.
Код КОАТУУ — 6120481802. Население по переписи 2001 года составляло 488 человек.

## Географическое положение
Село Гиновичи находится на левом берегу рек Восточная Золотая Липа и Золотая Липа,
выше по течению на расстоянии в 1 км расположено село Надречное,
ниже по течению на расстоянии в 4 км расположен город Бережаны,
на противоположном берегу — сёла Жуков и Лапшин.
К селу примыкает лесной массив (бук).